# Zádor György
Zádor György (eredeti neve: Stettner) (Duka, Vas vármegye, 1799. július 3. – Pest, 1866. augusztus 17.) legfelsőbb ítélőszéki bíró, jogtudós, író, a Kisfaludy Társaság és az MTA tagja.

## Életpályája
Tanulmányait Kőszegen, Pápán (a Pápai Református Kollégiumban) és Győrben végezte. Pesten tett ügyvédi vizsgát. A jogtudományok mellett foglalkozott irodalommal is, és mint Vörösmartynak hűséges barátja, annak minden irodalmi vállalkozásában részes volt. Fenyéri Gyula álnév alatt írt a Tudományos Gyűjteménybe, az Aurorába, a Kassai Minervába. Szépirodalmi, esztétikai és tudományos cikkeket írt. A Kisfaludy Társaság egyik alapító tagja volt. A Magyar Tudós Társaság 1831-ben levelező, 1832-ben a Törvénytudományi Osztály rendes tagjává választotta. Mint a pápai jogakadémia tanára írta a Váltójogtan című könyvét. 1848-ban a váltófőtörvényszék ülnöke, 1861-ben a Hétszemélyes Tábla bírája lett, s mint ilyen halt meg. Írói munkásságára jellemzőek Vörösmartyval váltott levelei.

## Jegyzetek

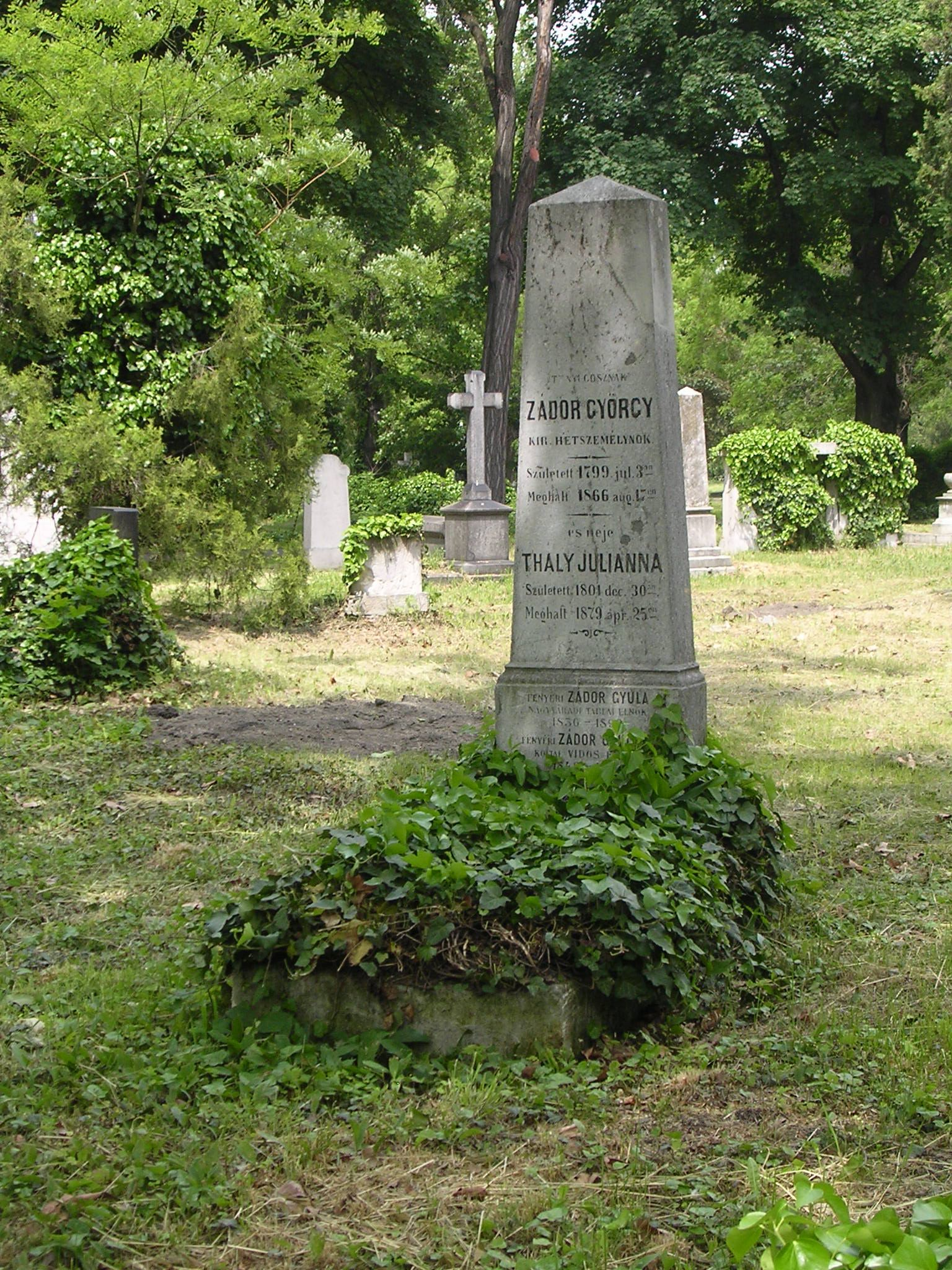
Sírja a Fiumei úti sírkertben

## Emlékezete
- Tóth Lőrincz: Zádor György magyar akadémiai rendes tag emlékezete. 1869